# مخلعة الجزمة

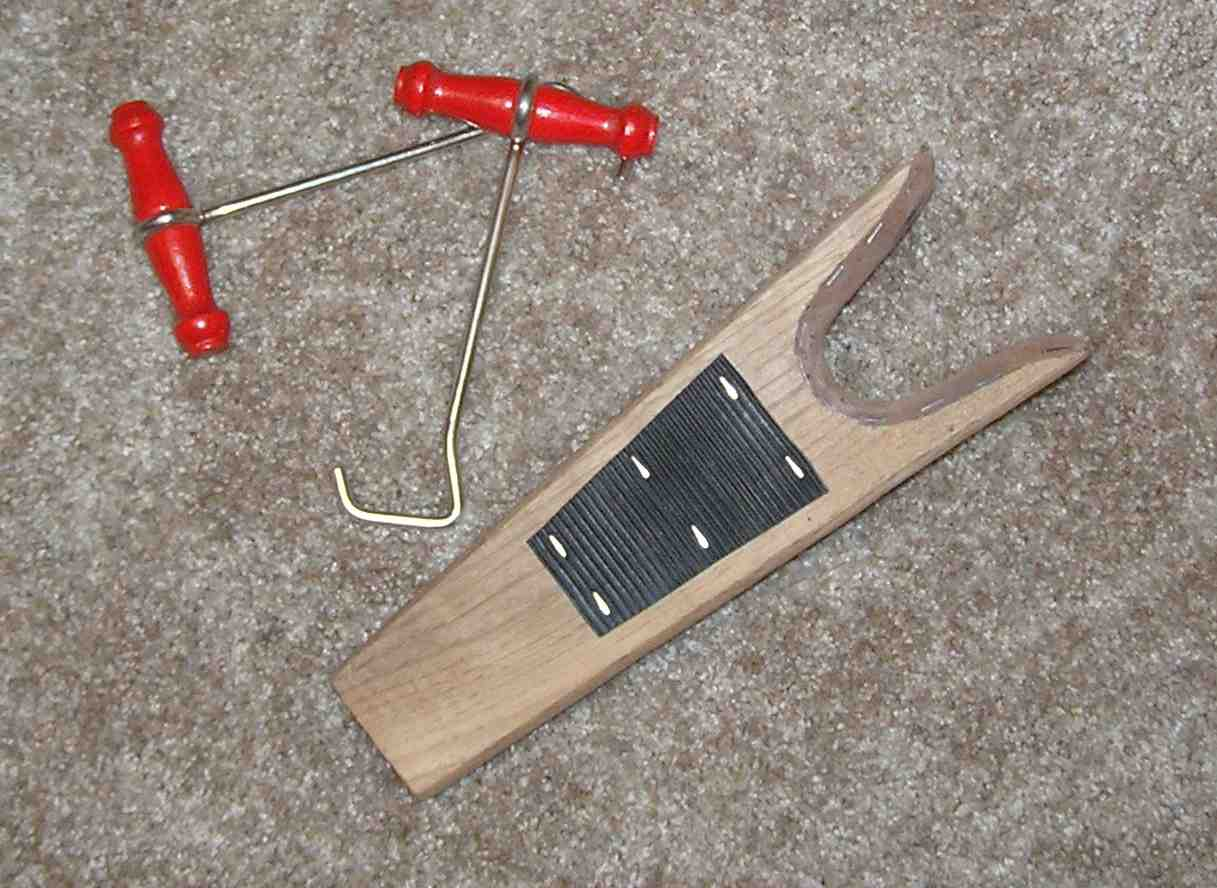
مخلعة الجزمة (على اليمين).

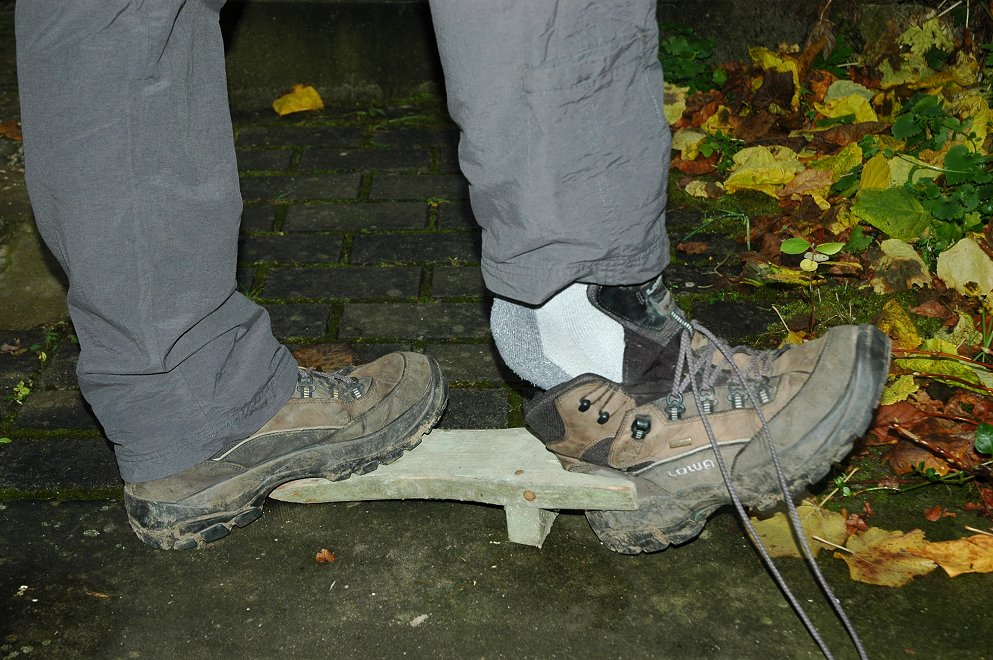
استخدام مخلعة الجزمة.

مِخلَعة الجزمة هي أداة صغيرة تساعد في إزالة الجزمة. تتكون من فم على شكل حدوة يمسك كعب الجزمة، ومنطقة مسطحة يمكن وضع الوزن عليها بالقدم الأخرى. لتشغيلها، يضع المستخدم كعب الجزمة في فم المخلعة، ويقف على ظهرها بالقدم الأخرى، ويسحب قدمه من الفردة الأمامية. ثم تتكرر العملية لإزالة الفردة الأخرى.